# リーバイ・アウムア
リーバイ・アウムア（Levi Aumua、1994年10月9日 - ）は、ニュージーランド出身のラグビーユニオン選手。ジャパンラグビーリーグワンの横浜キヤノンイーグルスに所属している。

## 略歴
フランスのボルドー、オーストラリアのブリスベンシティを経る。
2017年から2019年にかけてはニュージーランド州代表選手権（NPC）のタスマンでプレーし、2019年にはチームは無敗優勝を果たした。
スーパーラグビーのチームでは、2018年にチーフスに所属。2019年にはブルーズに選出された。
2020年、ジャパンラグビートップリーグの日野レッドドルフィンズに加入。
2021年、NPCのタスマンに復帰。日本の2021-22シーズンには、豊田自動織機シャトルズに入団した。
2021年、スーパーラグビーのモアナ・パシフィカと契約した。
2023年、スーパーラグビーのクルセイダーズに加入した。
2025年6月30日、ジャパンラグビーリーグワンの横浜キヤノンイーグルスへの入団を発表した。日本での活動は3年ぶり。